# Coffeyville, Kansas
Coffeyville là một thành phố thuộc quận Montgomery, tiểu bang Kansas, Hoa Kỳ. Năm 2010, dân số của xã này là 10295 người.

## Dân số
Dân số các năm:
- Năm 2000: 11021 người
- Năm 2010: 10295 người